# بیگانه (فیلم ۱۹۷۹)
بیگانه (به انگلیسی: Alien) فیلمی علمی–تخیلی و ترسناک به نویسندگی دان اوبانون و کارگردانی ریدلی اسکات محصول سال ۱۹۷۹ است که اولین فیلم از مجموعه بیگانه است. داستان این فیلم موجود فرازمینی مهاجم و خطرناکی را به تصویر می‌کشد که وارد یک فضاپیمای باری شده و خدمه کشتی را از بین می‌برد. این فیلم برنده جایزه اسکار بهترین جلوه‌های تصویری شده است.
بیگانه سرآغاز یک سری فیلم با حضور شخصیت اِلن ریپلی (با بازی سیگورنی ویور) شد که مجموعاً شامل ۴ قسمت است. بیگانه‌ها، بیگانه ۳ و رستاخیز بیگانه دنباله‌های این فیلم محسوب می‌شوند.
بیگانه علیه غارتگر و بیگانه علیه غارتگر: آمرزش‌خوانی دنباله‌های غیررسمی این فیلم به حساب می‌آیند. همچنین ریدلی اسکات در سال ۲۰۱۲ فیلم پرومتئوس را ساخت که در آن به پیشینه موجودات بیگانه پرداخته شده‌است. در سال ۲۰۱۷ نیز دنباله این فیلم به نام بیگانه: پیمان منتشر شد.

## داستان
یک سفینهٔ فضایی تجاری به نام «نوسترومو» (Nostromo) حامل هفت سرنشین، در راه بازگشت به زمین، با پیام کمک از سوی سیاره‌ای در مسیرش مواجه می‌شود. هوش مصنوعی کنترل‌کنندهٔ سفینه افراد را از حالت انجماد خارج می‌کند تا به این پیغام پاسخ داده شود.
افراد داخل سفینه در ابتدا تصور می‌کنند که به مقصد یعنی زمین رسیده‌اند، اما پس از بررسی متوجه می‌شوند که هنوز در نیمه راه قرار دارند؛ لذا برای بررسی محل ارسال پیام، بر روی سیاره فرود می‌کنند که در حین فرود سفینه دچار آسیب می‌شود. یک گروه سه نفره به سردستگی «کین» در حین اینکه سفینه تعمیر می‌شود، تصمیم به بررسی میدانی محل می‌گیرند. آن‌ها پس از خروج از کشتی و رجوع به محل با بقایای یک کشتی فضایی قدیمی و کلونی‌هایی از یک گونه ناشناس فضایی مواجه می‌شوند. در حین بررسی کلونی توسط «کین»، یکی از آن‌ها به او می‌چسبد. کین به کمک دوستانش علی‌رغم مخالفت‌های ریپلی مبنی بر رعایت زمان قرنطینه وارد سفینه شده و تحت مراقبت «اش» افسر پژوهشی سفینه قرار می‌گیرد. در این حین کامپیوتر فضاپیما، محتوای پیام را رمزگشایی می‌کند و ریپلی متوجه می‌شود که منظور پیام اعلام خطر بوده‌است و نه کمک و در این گمراهی «اش» نیز مقصر بوده‌است. در یک درگیری «اش» توسط ریپلی از بین می‌رود و افراد سفینه متوجه می‌شوند که «اش» یک روبات بوده‌است که احتمالاً از طرف سازندگان آن برای بررسی کلونی فضایی برنامه‌ریزی شده‌است. در ادامه، داستان پراضطرابی از تلاش برای کشف ماهیت و نجات از دست این موجود ناشناخته شکل می‌گیرد که طی آن تک تک افراد سفینه به غیر از ریپلی کشته می‌شوند. در نهایت ریپلی با استفاده از شاتل موفق به نابودی سفینه مادر و کشتن موجود فضایی و فرار از آنجا می‌شود. در قسمت آخر که سوار شاتل می‌شود موجود فضایی به داخل شاتل پنهان شده و بعد از جدایی شاتل از سفینه مادر با ریپلی درگیر می‌شود و آن را از سفینه به بیرون می‌اندازد و بیگانه را می‌کشد.

## گیشه
فیلم از نظر گیشه فروش بسیار خوبی را تجربه کرد؛ به طوری که با بودجهٔ ۱۱ میلیون دلاری و فروش ۱۰۵ میلیون دلاری توانست حدود ۱۰ برابر بودجه خود فروش کند.

## بازیگران
- سیگورنی ویور در نقش الن ریپلی
- تام اسکریت در نقش دالاس
- ورونیکا کارترایت در نقش لامبرت
- هری دین استنتون در نقش برت
- جان هرت در نقش کین
- ایان هولم در نقش اش
- یافت کوتو در نقش پارکر